# Saru, Estland
Saru är en ort i Estland. Den ligger i Mõniste kommun och landskapet Võrumaa, i den södra delen av landet, 230 km söder om huvudstaden Tallinn. Saru ligger 72 meter över havet och antalet invånare är 299.
Terrängen runt Saru är platt. Runt Saru är det mycket glesbefolkat, med 5 invånare per kvadratkilometer. Närmaste större samhälle är Varstu, 8,2 km nordost om Saru. I omgivningarna runt Saru växer i huvudsak blandskog.